# Das weiße Geheimnis
Das weiße Geheimnis ist ein französischer Fernsehfilm aus dem Jahr 1985, basierend auf dem Roman La partie de Bambu von Roger Gouze.

## Handlung
Die fünf alten Freunde Henri, Appoline, Paul, Maxence und Jean treffen sich jedes Jahr im Winter zusammen in einem Hotel, in welchem sie jetzt am Saisonende die einzigen Gäste sind. Als Henri bekannt gibt, dass er über die Affäre seiner Frau Apolline mit Jean Bescheid weiß, scheint er darüber nicht übermäßig verärgert zu sein. Er verlangt nur, dass beide ihre Beziehung beenden und eine Weiterführung vergessen sollten. Kurz darauf kommt Jean, der vorhatte mit Apolline wegzugehen, durch eine Lawine ums Leben. Der scheinbare Unfall wird zunehmend angezweifelt. Paul und Maxence werden Henri gegenüber immer misstrauischer und finden mehr und Hinweise, die gegen ihn sprechen. Apolline ist sich zudem sicher, dass Henri ihr Gespräch belauscht hatte, bei dem Jean geäußert hatte mit ihr wegzugehen. Paul und Maxence sind sich sicher, dass Henri die tödliche Lawine ganz gezielt ausgelöst hatte. Als Henri bemerkt, dass seine Freunde gegen ihn ermitteln und auch Apolline sich gegen ihn wendet, bringt er sich kurzerhand um.

## Kritik
Cinema bewertete das Drama als ein „etwas unübersichtliches Liebesgeflecht.“